# توماس هوران
توماس هوران (بالإنجليزية: Thomas Horan)‏ (7 أبريل 1886 بملبورن في أستراليا - 26 مايو 1952) هو لاعب كريكت أسترالي. لعب مع فريق فكتوريا للكريكت.

## وصلات خارجية
- توماس هوران على موقع إي آس بي آن كريك إنفو (الإنجليزية)
- توماس هوران على موقع قاعة أستراليا للمشاهير الرياضية (الإنجليزية)